# 서원역
서원역(書院驛, Seowon station)은 서울특별시 관악구 신림동에 있는 서울 경전철 신림선의 역이다.

## 역사
- 2021년 2월 7일: 숯고개역으로 역명 결정[1]
- 2021년 6월 17일: 숯고개역에서 서원역으로 변경[2]
- 2022년 5월 28일 : 개통

## 역명 유래
조선 영조 시대인 1759년에 금천현 동면 서원리(衿川縣 東面 書院里)라는 지명이 등장했는데, 1795년부터 1895년까지는 시흥현 동면 관할, 1895년부터 1911년까지는 시흥군 동면 관할이었다. 원래는 숯고개역으로 개업할 계획이었다. 숯고개는 쑥고개로의 어원이 된 쑥고개의 옛 이름인데, 옛날 이 고개에서 숯을 구웠던 데서 유래된 이름이다. 그러나 주민들의 요구로 옛 지명인 서원역으로 결정되었다.

## 역 구조

### 승강장
승강장은 2면 2선의 상대식 승강장으로, 스크린도어가 설치되어 있다.
| 신림 ↑           |
| \| 상            |
| ↓ 서울대벤처타운 |

| 상 | ● 서울 경전철 신림선 | 보라매 · 대방 · 샛강 방면 |
| 하 | ● 서울 경전철 신림선 | 관악산 방면               |

## 역 주변
- 신관중학교
- 봉림중학교
- 관악세무서
- 서원동성당
- 문화교
- 도림천
- 신림1교
- 농협 신본지점
- 신림 신협 본점
- 쑥고개

## 사진

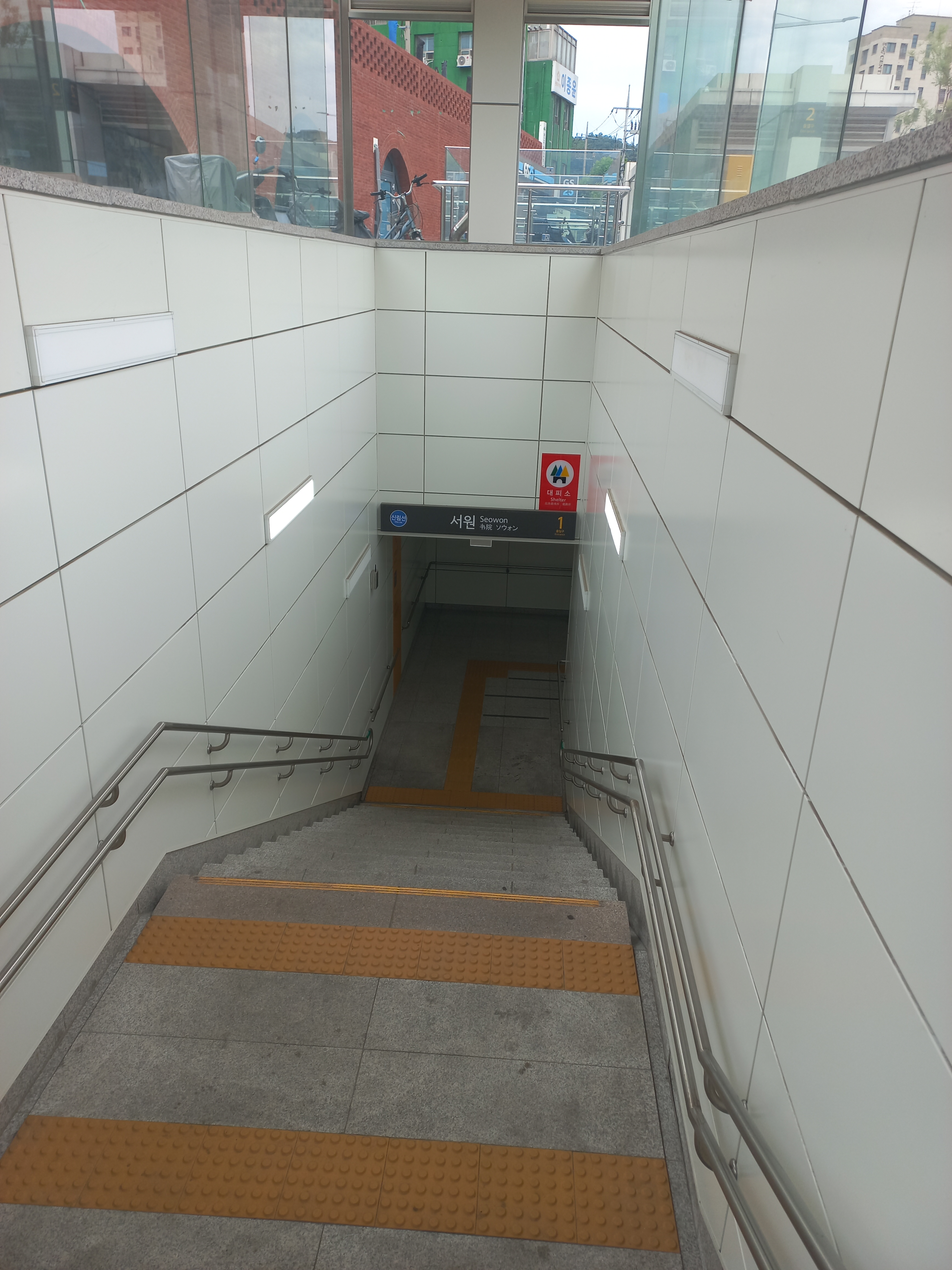
1번출구
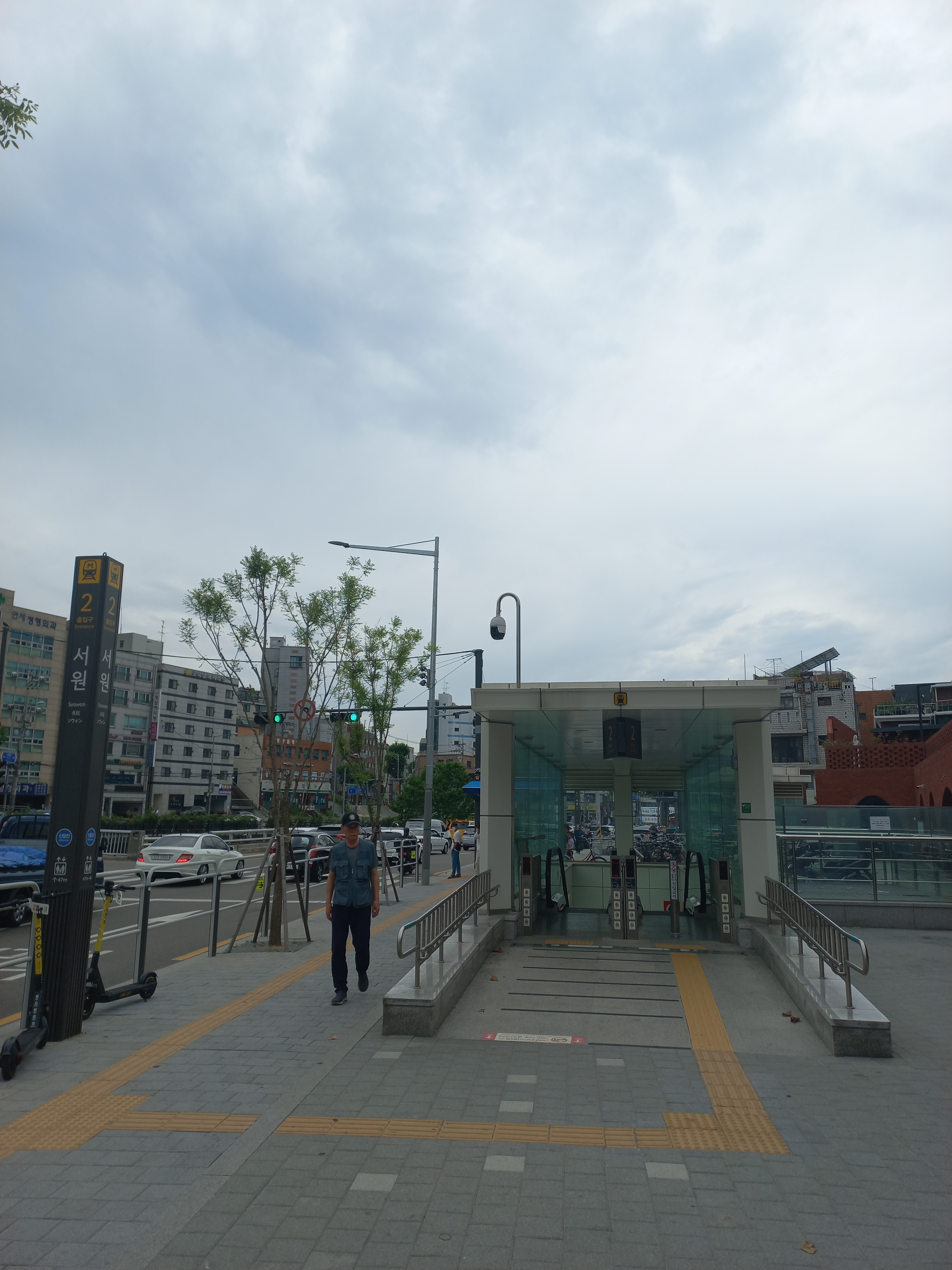
2번출구

## 인접한 역
| 서울 경전철 신림선  | 서울 경전철 신림선   | 서울 경전철 신림선              |
| ------------------- | -------------------- | ------------------------------- |
| S408 신림 샛강 방면 | ● 서울 경전철 신림선 | S410 서울대벤처타운 관악산 방면 |